# Benjamin M. Duggar
Benjamin Minge Duggar (* 1. September 1872 in Gallion, Alabama; † 10. September 1956 in New Haven, Connecticut) war ein US-amerikanischer Botaniker, Mykologe, Pflanzenphysiologe, Phytopathologe und Mikrobiologe. Er stellte das Breitspektrum-Antibiotikum Aureomycin dar. Sein Autorenkürzel lautet Duggar.

## Leben
Duggar studierte an der University of Alabama und an der Mississippi State University, wo er 1891 einen Bachelor erwarb, am Auburn Polytechnic Institute (Master 1892), bei William Gilson Farlow und Roland Thaxter an der Harvard University (Bachelor 1894, Master 1895) und bei George Francis Atkinson (1854–1918) an der Cornell University (Ph.D. 1898). Er verbrachte ein Jahr in Europa und arbeitete dann für das Landwirtschaftsministerium der Vereinigten Staaten, bevor er 1902 an der University of Missouri eine Professur für Botanik erhielt, 1907 an der Cornell University, 1912 an der Washington University in St. Louis und 1927 an der University of Wisconsin–Madison. 1905/06 verbrachte er ein Sabbatjahr bei Karl von Goebel in München, Eduard Strasburger in Bonn und Charles Flahault in Montpelier. 1943 wurde Duggar emeritiert. Anschließend arbeitete er in der Industrie (Lederle Laboratories), für die er Mittel gegen Malaria erforschte und 1945 nach systematischer Suche das Antibiotikum Aureomycin (Chlortetracyclin) entdeckte.
Duggar wurde 1900 zum Fellow der American Association for the Advancement of Science gewählt, 1921 als Mitglied in die American Philosophical Society, 1927 in die National Academy of Sciences. 1923 war er Präsident der Botanical Society of America und 1947 Präsident der American Society of Plant Physiologists. Er erhielt Ehrendoktorate folgender Universitäten: University of Missouri (1944), Washington University in St. Louis (1953), University of Wisconsin (1956). 1949 nominierte ihn Charles Stuart-Harris für einen Nobelpreis für Physiologie oder Medizin.
Benjamin M. Duggar heiratete 1901 Marie L. Robertson, die 1922 starb. In zweiter Ehe war er mit Elsie Rist verheiratet. Er hatte sechs Kinder, fünf aus erster und eines aus zweiter Ehe. Sein Grab befindet sich auf dem Oak Hill Cemetery in Nyack, New York.

## Schriften (Auswahl)
- Fungous Diseases of Plants (1909)
- Plant Physiology, With Special Reference to Plant Production (1911)
- Mushroom Growing (1915)
- Biological Effects of Radiation (1936)